# اليهودية والمسيحية (كتاب)
اليهودية والمسيحية هو كتاب بحثي من تأليف ضياء الرحمن عزمي. في مقارنة الأديان، كتابات عن اليهودية والمسيحية، طبع سنة 1988م عن مكتب الدار، المدينة المنورة.

## التاريخ
هذا الكتاب عبارة عن مجموعة من مقالات المؤلف التي نشرت في "مجلة الجمعية الإسلامية بالمدينة المنورة (مجلة الجامعة الإسلامية بالمدينة المنورة)" بالجامعة الإسلامية بالمدينة المنورة. ثم عندما تم تعيينه أستاذا في جامعة المدينة المنورة، تم تكليفه أيضا بتدريس "أديان العالم". ومن بين أمور أخرى، ونظرًا لهذه المسؤولية، قام بإنشاء نص "الدين" من المقالات ثم أعاد ترتيب هذه المقالات للاستخدام العام ونشرها في شكل كتاب. والآن يتناول هذان الكتابان "اليهودية والمسيحية" (دراست في اليهودية و عديان النسرانية) و"دين الهند"، المسمى دراسات في اليهودية والمسيحية وأديان الهند (درستاس في اليهودية والمسيحية) وادين الحند، دراسات في اليهودية والمسيحية والأديان الهندية / دراسة مقارنة لليهودية والمسيحية والديانة الهندية )، والذي يحتوي على 784 صفحة، ونظراً لتشابهه في المحتوى، تصدره مكتبة الرشد، وهي دار طباعة شهيرة في المملكة العربية السعودية، وقد صدرت منه سبع طبعات حتى الآن. وينشر المعهد هذا الكتاب كل عام لأنه يحظى بشعبية كبيرة بين أساتذة وطلاب الجامعة الإسلامية المحلية.

## ملخص
يناقش عزمي في هذا الكتاب بدايات وتطور اليهودية والمسيحية. أبو الحسن علي الحسني الندوي كتب مقدمة الكتاب. ويرى عزمي أن هذه الديانات مشوهة بشكلها الحالي ولا علاقة لها بالدين المنزل على موسى وعيسى. ويقارن عزمي بين حجج علماء اليهود والمسيحيين والرسائل المنسوبة إلى محمد.

## مرجع
1. ↑  الجنابي، د ثابت مهدي (1 يناير 2018). الموت في الأديان الثلاثة اليهودية- النصرانية- الإسلام. دار غيداء للنشر والتوزيع. ص. 445. مؤرشف من الأصل في 2024-05-17. اطلع عليه بتاريخ 2024-04-14.
2. ↑  حاش، عبد الرزاق عبد الله (1 يناير 2015). موسوعة الطلاب المختصرة للعقائد والأديان. Dar Al Kotob Al Ilmiyah دار الكتب العلمية. ص. 25. ISBN:978-2-7451-8495-5. مؤرشف من الأصل في 2024-05-17. اطلع عليه بتاريخ 2024-04-14.
3. 1 2 3  Azmi, Zakir (3 Mar 2017). "Journey from Hinduism to Islam to professor of Hadith in Madinah". جريدة سعودي جازيت (بالإنجليزية). Archived from the original on 2024-05-29. Retrieved 2024-02-23.
4. ↑  شحاتة، عطية، هالة (2008). النصرانية: خواطر وأفكار. مركز التنوير الإسلامي،. ص. 224. مؤرشف من الأصل في 2024-05-17. اطلع عليه بتاريخ 2024-04-14.
5. 1 2 3 4 5  Zakaria، abu Bakar Muhammad (2016). الهندوسية وتأثر بعض الفرق الاسلامية بها. Dār al-Awrāq al-Thaqāfīyah. ص. 17, 63, 95–96, 102, 156, 188–189, 554–558, 698–99, 825, 990–991, 1067–1068, 1071, 1159. ISBN:978-603-90755-6-1. مؤرشف من الأصل في 2023-08-05. اطلع عليه بتاريخ 2023-07-28.
6. ↑  الهاشمي، الإمام القاضي أبي البقاء صالح بن الحسين الجعفري (20 فبراير 1998). تخجيل من حرّف التوراة والإنجيل: الجزء الأول. العبيكان للنشر. ص. 7. ISBN:978-9960-02-028-0. مؤرشف من الأصل في 2024-01-07. اطلع عليه بتاريخ 2023-12-24.
7. ↑  الفرّاك، أحمد (1 يونيو 2021). المسلمون والغرب: والتأسيس القرآني للمشترك الإنساني. International Institute of Islamic Thought (IIIT). ص. 94. ISBN:978-1-64205-563-4. مؤرشف من الأصل في 2024-01-07. اطلع عليه بتاريخ 2023-12-23.
8. ↑  مانع بن حماد الجهنى - الموسوعه الميسره في الاديان و المذاهب و الاحزاب المعاصره - 2. IslamKotob. ص. 943. مؤرشف من الأصل في 2024-01-07. اطلع عليه بتاريخ 2023-12-24.
9. ↑  عبيدي، سعيد (1 يناير 2017). الأنبياء عليهم السلام بين افتراءات الكتاب المقدس وحقائق القرآن الكريم. Al Manhal. ص. 30. ISBN:9796500346700. مؤرشف من الأصل في 2024-05-17. اطلع عليه بتاريخ 2024-04-14.
10. ↑  الشرك في القديم والحديث ـ الجزء الأول والثاني والثالث. IslamKotob. مؤرشف من الأصل في 2024-05-17. اطلع عليه بتاريخ 2024-04-14.
11. ↑  اسليمانى، حفيظ. إثبات نبوة محمد من خلال التوراة والإنجيل. ktab INC. ص. 28. مؤرشف من الأصل في 2024-05-17. اطلع عليه بتاريخ 2024-04-14.
12. ↑  تقديس الأشخاص في الفكر الصوفي2. IslamKotob. 1 يناير 1996. مؤرشف من الأصل في 2024-06-24. اطلع عليه بتاريخ 2024-04-14.
13. ↑  العقيدة - 50. IslamKotob. مؤرشف من الأصل في 2024-05-17. اطلع عليه بتاريخ 2024-04-14.
14. ↑  الرحمن، أبو طالب، نصر الله عبد (2002). تباشير الإنجيل والتوراة بالإسلام ورسوله محمد: طرح جديد وبشارات جديدة هامة. دار الوفاء للطباعة والنشر والتوزيع،. ص. 434. ISBN:978-977-15-0388-0. مؤرشف من الأصل في 2024-05-17. اطلع عليه بتاريخ 2024-04-14.
15. ↑  دوز، كريمة (21 أكتوبر 2016). الأخلاق: بين الأديان السماوية والفلسفة الغربية. مركز براهين للأبحاث والدراسات. ISBN:978-977-6545-05-2. مؤرشف من الأصل في 2024-05-17. اطلع عليه بتاريخ 2024-04-14.